# Somotor
Somotor (in ungherese Szomotor) è un comune della Slovacchia facente parte del distretto di Trebišov, nella regione di Košice.